# Chamsk
Chamsk – wieś w Polsce położona w województwie mazowieckim, w powiecie żuromińskim, w gminie Żuromin. Ma status sołectwa.
W latach 1975–1998 miejscowość administracyjnie należała do województwa ciechanowskiego.

## Części wsi
| SIMC    | Nazwa     | Rodzaj                          |
| ------- | --------- | ------------------------------- |
| 1060518 | Komorniki | część wsi (zniesiona w 2023 r.) |

## Geneza nazwy Chamsk
Jak napisał prof. Janusz Tazbir powołując się na Józefa Matuszewskiego, słowo cham w dzisiejszym tego słowa znaczeniu pojawiło się w języku polskim dopiero w ostatnich 25 latach XVII wieku. Natomiast w staropolszczyźnie oznaczało niewolnika. Być może wieś leżąca na pograniczu z pogańskimi Prusami, Jaćwingami i Litwinami została obsadzona niewolnikami zdobytymi w czasie licznych potyczek z tymi ludami i stąd jej nazwa.
Inna teza to ta, w myśl której w dorzeczach Wkry, Bugu i Narwi wytapiano duże ilości żelaza z rudy darniowej. W staropolszczyźnie kuźnia to hamer i być może od tego słowa pochodzi nazwa Chamsk.

## Historia
Okoliczny teren od dawna był zamieszkały, o czym świadczą znalezione we wschodniej części Chamska urny ciałopalne z okresu 2000 roku p.n.e., obecnie znajdujące się w Muzeum Mazowieckim w Płocku. Miejsce to, obecnie pole uprawne, nazywane jest w Chamsku żarki.
Ze wsi wywodzi się szlachecki ród Chamskich, którzy w czasach późnego średniowiecza piastowali wiele ważnych urządów na ziemiach północnego Mazowsza. Byli znaczącymi feudałami na średniowiecznym Mazowszu, związanymi z dworem księcia Janusza Ι i Ziemowita ΙV.
W 1410 r. w Chamsku przebywał król Władysław Jagiełło. Według tradycji zatrzymał się w miejscowym kościele na modlitwę, a następnie przez Olszewo podążył pod Grunwald.
W XVI w. istniał tu, opisany przez Święcickiego, okazały dwór obronny Chamskich. Przedstawiciel rodu, Ścibor Chamski, starając się o prawa miejskie dla Chamska, wyznaczył mu ulice w układzie miejskim. Chamsk jednak pozostał wsią, a prawa miejskie otrzymało w 1520 r. od króla Zygmunta Starego Poniatowo, ponieważ było ono także w posiadaniu Ścibora Chamskiego. Nadał on miastu swój herb – Jastrzębiec.
Od 1863 r. właścicielami pałacu i majątku byli Bergowie, spokrewnieni z finansistami warszawskimi o tym samym nazwisku. Jak podają publikacje historyczne, w pałacu gościł Henryk Sienkiewicz przed napisaniem "Krzyżaków" oraz wielu znanych przedstawicieli finansjery, także aktorów, głównie z Warszawy, którzy przyjeżdżali tu na bale oraz polowania na kaczki.
W 1922 r. staraniem Stanisława Berga – dziedzica oraz Stanisława Żelskiego, miejscowego nauczyciela, założono w Chamsku Ochotniczą Straż Pożarną. Pierwszym jej naczelnikiem został Stanisław Berg. W okresie okupacji Stanisław Berg oraz Aleksander Folejewski nie przyjęli volkslisty i w konsekwencji trafili do obozu w Mauthausen, gdzie obaj zginęli. Oprócz nich z Chamska zginęło w czasie wojny jeszcze 8 osób.
We wciąż jeszcze istniejącym parku (dawniej założonym w stylu angielskim) znajdują się drzewa – pomniki przyrody oraz pałac pochodzący z połowy XIX w., zbudowany w stylu późnego klasycyzmu. Po II wojnie światowej cały majątek wraz z pałacem został przejęty przez państwo i stał się Państwowym Gospodarstwem Rolnym, w którym większość mieszkańców pracowała.
W 1958 r. odbył się w Chamsku powiatowy festyn  ludowy; w parku zbudowana była scena gdzie występowały zespoły artystyczne. Zorganizowano także wyścigi kolarskie.
Zabytkowy pałac, ze względu na zły stan, chciano rozebrać. Staraniem Tadeusza Łońszczaka udało się go zachować, a w 1975 r. rozpoczęto jego kapitalny remont, który trwał do 1986 r. W czasie trwania prac wpisano pałac do rejestru zabytków. Zachowany w znacznie lepszym stanie pobliski spichlerz został jednak rozebrany. Przy pałacu toczyło się kulturalne życie wsi – była tam świetlica, kino, przedszkole, szkoła (w czasie remontu i rozbudowy), klubokawiarnia, biura PGR-u, oraz mieszkania. Najgorsze jednak dla pałacu czasy przypadły na okres III Rzeczypospolitej. W 1993 r. PGR uległ likwidacji. Od tego czasu budynek był własnością skarbu państwa. Wnętrza pałacu rozkradziono i zdewastowano. W 2008 r. pałac z parkiem został wykupiony przez prywatną osobę. Park został uporządkowany, a Pałac wyremontowany – jest dziś wizytówką Chamska i perłą północnego Mazowsza.

## Parafia i kościół
Pierwszy drewniany kościół powstał w roku 1385. W tym też czasie stał się kościołem parafialnym z filiami w Karniszynie i Poniatowie. Ks. bp. Jakub z Korzkwi potwierdził przynależność do parafii w Chamsku następujących miejscowości: Dębsk, Karniszyn, Łążek, Myślin, Kobyla Łąka, Olszewo, Franciszkowo i Poniatowo. Kolejne kościoły budowano jeszcze kilkakrotnie, między innymi na przełomie XV i XVI wieku. Obecny drewniany kościół powstał w latach 1817–1819. Do parafii w Chamsku w ciągu jej długiej historii należały kościoły filialne: 
- Kościół w Karniszynie, który był obsługiwany przez wikariuszy z Chamska od 1530 roku aż do 1608 roku.

- Pierwszy kościół w Poniatowie, ufundowany przez Pawła Chamskiego, syna Ścibora, żyjącego w latach 1500-1545, oraz dzisiejszy kościół zbudowany w 1805 roku przez proboszcza z Chamska, Antoniego Fiedorowicza. Ten ostatni był kościołem  filialnym do 1930 roku.

- Pierwszy drewniany kościół w Żurominie zbudowano w 1714 r. Po kasacie zakonu jezuitów w 1774 r. opiekę nad  tym kościołem i rozpoczętą przez jezuitów budową murowanej świątyni przejęła parafia Chamsk. Kościół w Żurominie był filią parafii Chamsk (Opis Wizytacji Generalnej z 1776 r.), do czasu sprowadzenia tam przez Andrzeja Zamojskiego zakonu reformatów, którzy dokończyli  w latach 1782-1784 r. budowę dzisiejszej świątyni, oraz klasztoru. Po kasacie zakonu reformatów  w 1864 r. został utworzony rektorat. Rektorem został ks. Eugieniusz Kempista. (Opis Wizytacji Generalnej z 1776 r.).

- Do parafii w Chamsku należała piękna kaplica  w Dębsku, od jej zbudowania w XVII–XVIII w. do 1930 r. Kaplica obecnie znajduje się w skansenie w Sierpcu.

Kościół w Chamsku jest najstarszą parafią w powiecie żuromińskim. Był ważnym ośrodkiem życia religijnego na tym terenie. Znajdują się w nim relikwie św. Iluminaty z VI w.ne, Bł. Klary Ludwiki Szczęsnej i Klemensa I, czwartego papieża z I wieku, męczennika.
Obecny drewniany kościół powstał w latach 1817–1818 i pierwotnie wyposażony był w wieżę w szczycie kościoła z trzema dzwonami i zegarem, a w niej przedsionek z wejściem do kościoła. Poddano go remontowi w 1950 roku, a w roku 1966 zmieniono pokrycie dachu z dachówki na blaszane, unowocześniono wnętrze kościoła. Kościół zbudowany jest w kształcie krzyża. Wnętrze podzielone na trzy nawy z dwiema parami kolumn toskańskich, z prezbiterium niewyodrębnionym, zamkniętym trójbocznie. Obrazy z I połowy XIX w.: w głównym ołtarzu  obraz św. Floriana, który nie jest polskim świętym i nie był królem, a pokazany jest w koronie królewskiej a w ręku trzyma sztandar z orłem piastowskim. Być może kościół zbudowano w czasie zaborów i chciano w ten sposób wyrazić polskość i niepodległość. Może to mieć też związek z pobytem w Chamsku króla Władysława Jagiełły. Za zasuwą obrazu św. Floriana znajduje się obraz Matki Bożej Częstochowskiej, a w górze obraz Trójcy św. w formie Tronu Łaski, z lewej strony wizerunek św. Anny Samotrzeciej, a z prawej św. Michała Archanioła w walce z diabłem.
W 1797 roku proboszcz ks. Antoni Fiedorowicz przeniósł swą siedzibę z Chamska do Poniatowa, formalnie pozostawiając parafię w dotychczasowym miejscu. Dopiero w 1930 r. na skutek ustnej decyzji ks. biskupa, Poniatowo stało się parafią, a Chamsk stracił status parafii i stał się filią parafii w Poniatowie. Jak zawiera opis Wizytacji Generalnej z 1775 r., w Chamsku w kościele znajdowało się dwanaście srebrnych wotów, które były tam do czasu przeniesienia siedziby ks. pr. do Poniatowa.  
W 1976 roku Stanisław i Tadeusz Łońszczakowie zainicjowali i rozpoczęli starania o przywrócenie parafii w Chamsku. Inicjatywa zyskała akceptację Chamska, ale z powodu sprzeciwu parafii Poniatowo i jej przeciwdziałania sprawiły, że dopiero w 1986 roku ks. bp. Zygmunt Kamiński utworzył w Chamsku Samodzielny Ośrodek Duszpasterski. W 2003 roku ks. bp. S. Wielgus ponownie ustanowił samodzielną parafię pod wezwaniem św. Floriana w Chamsku należącą do dekanatu żuromińskiego. Proboszczem został ks. Zdzisław Witkowski. W 1989 roku za zebrane środki mieszkańców zakupiono i ogrodzono działkę pod cmentarz. Następnie przebudowano kościół, a w latach 1999–2003 zbudowano nową plebanię. W roku 2010 Chamsk obchodził 625-lecie parafii, jednak tylko wspomniano o tym wydarzeniu. Parafia Chamsk obejmuje obecnie tylko jedną miejscowość. Miejscowości, które do nie dawniej należały, po przywróceniu parafii w Chamsku nie powróciły do niej. Obsługują je nadal parafie w Bieżuniu i Poniatowie.
W pierwszą niedzielę po 4 maja odbywa się w Chamsku uroczysty odpust św. Floriana – patrona strażaków. W przemarszu do kościoła biorą udział miejscowa i okoliczne jednostki ochotniczych straży pożarnych z pocztami sztandarowymi i orkiestrą. Regionalnym tradycyjnym daniem są pierogi, stąd odpust ten, zaliczany do większych tego typu uroczystości na Mazowszu, często zwany jest „odpustem pierogowym”.